# Malika Ufkir
Malika Ufkir (arab. مليكة أوفقير; ur. 2 kwietnia 1953) – marokańska pisarka. Córka Mohameda Ufkira, kuzynka aktorki Leili Shenny.

## Życiorys
Najstarsza córka Fatimy i Mohameda Ufkirów. W wieku pięciu lat została zabrana od rodziców i adoptowana przez króla Muhammada V, który chciał by jego córka, księżniczka Amina miała siostrę i towarzyszkę zabaw. Po jego śmierci w 1961 roku opiekę nad Maliką przejął jego następca Hassan II. Wychowywał ją przez następne 11 lat.
W 1972 roku Mohamed Ufkir, ówczesny minister obrony Maroka, najbliższy współpracownik i prawa ręka władcy, zaplanował i przeprowadził zamach stanu, chcąc obalić monarchę i uczynić kraj republiką. Przewrót jednak nie powiódł się.
Ojca Maliki najprawdopodobniej stracono, a ją samą i całą jej rodzinę zgodnie z obowiązującym wówczas prawem najpierw umieszczono w areszcie domowym, a następnie przetransportowano do koszar wojskowych w miejscowości Assa niedaleko granicy z Algierią. Po roku przeniesiono ich do ruin fortu w górach Atlas, gdzie spędzili prawie cztery lata. W 1977 Ufkirowie wysłali petycję do króla Hassana II, w której napisali, że „to niegodne pozwolić na to aby matka i dzieci cierpiały w ten sposób”. W odpowiedzi król nakazał wtrącić ich do więzienia w miejscowości Bir-Dżdid, 45 kilometrów na południe od Casablanki. Warunki w nim były jeszcze gorsze, niż w dotychczasowych miejscach ich pobytu. W 1987 roku, po łącznie 15 latach pozbawienia wolności udało jej się uciec wraz z rodzeństwem. Została jednak ponownie osadzona w areszcie domowym, uwolniono ją dopiero w 1991 roku.
Po uwolnieniu przeszła na katolicyzm. 16 lipca 1996 wyjechała do Francji. Obecnie wraz z mężem, francuskim architektem Erikiem Bordreuilem, mieszka w Paryżu.

## Książki
Malika Ufkir napisała dwie książki autobiograficzne opowiadające głównie o latach spędzonych w więzieniu i jej walce o wolność:
- Uwięziona (Stolen lives: twenty years in a desert jail)[8][9]
- Freedom: the story of my second life[10]